# Hypenarana
Hypenarana é um gênero de traça pertencente à família Arctiidae.